# Wojna nauki z religią
Wojna nauki z religią – pojęcie (kategoria metaforyczna) historiozoficzne obecne od drugiej połowy XIX w. w amerykańskiej i brytyjskiej pozytywistycznej i naturalistycznej historiografii nauki opisująca relacje między nauką a religią zachodzące w różnych sytuacjach historycznych.
Na zakorzenienie się tego pojęcia w świadomości społecznej duży wpływ miała twórczość pozytywistycznego historyka nauki Johna Williama Drapera (1811-1882) – wybitnego chemika i biologa, a także autora trzech bestsellerów historycznych: History of The American Civil War, History of The Intellectual Development Of Europe i History of the Conflict Between Religion and Science. Dwa ostatnie tytuły poświęcone są właśnie „konfliktowi”, jaki miałby towarzyszyć współistnieniu religii i nauki.

## Koncepcja rozwoju cywilizacji Johna Williama Drapera
Rozwój przebiega według następującego porządku: młoda cywilizacja wierzy we wszystko, jej pierwszy okres istnienia nazywa Draper wiekiem naiwności (the Age of Credulity). Z czasem jednak budzą się wątpliwości w zasadność istniejących wierzeń, które wywołują potrzebę poszukiwania nowych wartości. Cywilizacja zatem wkracza w wiek dociekań (Inquiry), które doprowadzają do sublimacji istniejących wierzeń w stawiający już wyższe wymagania etyczne i intelektualne system religijny bądź filozoficzny, dominujący w wieku wiary (Faith). Rozbudzony intelekt nie poprzestaje jedynie na wierze i dąży do jej racjonalnego uzasadnienia. Ten proces z czasem owocuje wejściem w wiek rozumu (Reason), w którym wierzenia religijne znajdują się w cieniu nauki i racjonalnej filozofii. Żaden jednak stan według Drapera nie trwa wiecznie, gdyż nic nie może wymknąć się prawu wzrostu i upadku, stąd po wieku rozumu nadchodzi wiek schyłku (Decrepitude), w którym obumiera nauka i filozofia, ustępując na powrót miejsca coraz mniej wyrafinowanym religiom a z czasem zabobonowi.

## Wojna nauki z religią według J.W. Drapera
Autor wiąże powstanie „protonaukowego” krytycznego światopoglądu w starożytnej Grecji z zanikiem wiary i wzrostem zwątpienia w religijny obraz świata. Nauka i religia próbują tu opisać, zrozumieć i zapanować nad tym samym światem. Są zatem "naturalnymi" konkurentami czy wręcz wrogami.
Ta zależność nie dotyczy jedynie cywilizacji greckiej, którą autor postrzega jako model dla rozwoju kultury europejskiej, lecz jest zależnością ogólną. W ten sposób rozpoczyna budowę opozycji religii i nauki, na której oparta jest myśl przewodnia pracy. Draper opisuje naukę jako naturalnego konkurenta i tym samym antagonistę religii, gdy jedno z tych zjawisk nabiera sił, drugie musi słabnąć. 
Metafora „wojny” wiąże się tu z naturalistycznym modelem wyjaśniania odwołującym się raczej do bezosobowych i uniwersalnych praw niż do świadomych intencji ludzkich. Konkretni ludzie „realizują” i „prezentują” działanie praw, na które nie mają wpływu.

## Wojna nauki z religią według A.D. White'a
Kontynuacją zagadnienia podjętego przez Drapera jest praca innego popularnego amerykańskiego historyka, a także dyplomaty, współzałożyciela i pierwszego rektora Cornell University – Andrew Dicksona White’a (1832 – 1918): The Warfare of Science With Theology wydanej w 1876 i rozszerzonej w 1896 jako: A History Of The Warfare Of Science With Theology In Christendom. White nie przejmuje twierdzeń swojego „poprzednika” bezkrytycznie, jego dzieła są pod wieloma względami polemiką z pracami Drapera.
Wywód White’a ukazuje triumfalny pochód nauki, która kruszy zabobony. Jednak White, w przeciwieństwie do Drapera, nie wspomina o bezosobowych prawach rządzących światem i ludźmi. U White’a większą rolę odgrywają konkretni ludzie. Metafora rozwoju i metafora „wojny” łączą się znacznie silniej z metaforą „bohaterską”. Wojna religii z nauką nie wynika z ich „naturalnego” charakteru. Nie jest koniecznością „organiczną”, White podkreśla to we wstępie do swojej pracy, akcentując, że stan wojny panuje jedynie między „dogmatyczną teologią” a nauką, a nie pomiędzy „religią” a nauką w ogóle. Prowadzona jest przez świadome swych celów jednostki, wybuch wojny związany jest zatem nie z „naturą religii i nauki”, lecz z wolą i intencjami konkretnych osób. Za wywołanie konfliktu odpowiedzialni są u White’a dogmatyczni duchowni i teologowie.

## Wojna nauki z religią według H.L. Menckena
Henry Louis Mencken, popularny dziennikarz, a w roku 1925 obserwator i kronikarz słynnego "małpiego procesu" w Dayton, korzysta już z silnie ugruntowanej w świadomości metafory wojny. 
Wydarzenie to urasta w narracji Menckena do rangi wielkiego batalistycznego widowiska o walce religijnego fanatyzmu z nauką i tolerancją. Dla Menckena jest rzeczą oczywistą, że teologia stoi zawsze w stanie wojny z nauką i każdym rodzajem racjonalnego opisywania świata. Wojnę postrzega na sposób naturalistyczny, zbliżony do Drapera – jako wyraz „organicznej sprzeczności” religii i nauki. Wszelkie próby zbliżenia się tych dwóch światów muszą zakończyć się niepowodzeniem ze względu na niemożliwość zgodzenia w jednym świecie wydarzeń zgodnych z racjonalnie poznawalnymi prawami przyrody i nadprzyrodzonych.

## Wojna nauki z religią według R.G. Ingersolla
Robert Green Ingersoll – żyjący na przełomie XIX i XX wieku prawnik, publicysta i krytyk religii prezentował naukę i religię jako wartości, które się wykluczają. W tym ujęciu można być zwolennikiem postępu, wiedzy i wolności edukacji, albo nietolerancji, przesądów i ciemnoty. Darwin, Thomas Henry Huxley i inni zwolennicy ewolucjonizmu i ewolucjonistycznego naturalizmu byli w jego publikacjach przedstawianie jako bohaterowie wojny światła (nauki) z ciemnością (teologią). Ingersoll nie dokonywał jedynie praktyczno – racjonalnej waloryzacji roli nauki w życiu ludzkości. Jego spojrzenie na naukę jest w gruncie rzeczy bardzo romantyczne, czy wręcz idealistyczne co sam podkreśla w swoim „Credo nauki”:
- „Kochaj sprawiedliwość, za prawością tęsknij, miłosierdzie ukochaj,
- cierpiącemu je okaż, słabego w potrzebie nie opuszczaj,
- Zła nie rozpamiętuj, Dobro miej na uwadze.
- Prawdę miłuj i prawdomówny bądź, szczerych słów nie odrzucaj.
- Wolność kochaj, z wszelką niewolą walcz nieustannie.
- Żonę swą, dzieci swoje, przyjaciela swego kochaj by dom swój uczynić szczęśliwym.
- Kochaj piękno w sztuce i w naturze, doskonal swój umysł przez wiedzę o wielkich dziełach Rozumu.
- Doskonal też cnoty, dzielny bądź i radosny by innym szczęście dawać [...]
- Oto religia rozumna - credo nauki, pokarm dla ciała i ducha. [tłum. z j. angielskiego: Wiktor Werner]”[7]